# بوريليا دوتونية
بوريليا دوتونية (بالإنجليزية: Borrelia duttoni)‏ هي نوع من البكتيريا، سلبية الغرام، تتبع البوريليا.